# Šatorišće
Šatorišće ili Šatorište (mađ. Sátorhely, nje. Schatritz) je selo u južnoj Mađarskoj.
U starijim mađarskim izvorima ga se nalazi i pod imenom Sátoristye.
Zauzima površinu od 17,6 km četvornih.

## Zemljopisni položaj
Nalazi se na 45°56'27" sjeverne zemljopisne širine i 18°38'4" istočne zemljopisne dužine, jugozapadno od Mohača. Lančuk se nalazi 7 km sjeverno, a Majša je 4,5 km južno.

## Upravna organizacija
Upravno pripada Mohačkoj mikroregiji u Baranjskoj županiji. Poštanski broj je 7785.
Selo je 1984. odvojeno od Velikog Narada.

## Povijest
Istočno od Šatorišća se nalazi spomen-mjesto gdje se odvila Mohačka bitka (Mohácsi Történelmi Emlékhely). 

## Stanovništvo
U Šatorišću živi 710 stanovnika (2002.). Mađari su većina. U selu još živi mali broj Hrvata te Nijemaca. 80% stanovnika su rimokatolici, 7% je kalvinista, a ima i nešto grkokatolika i luterana.

## Gradovi partneri
- Lăzăreşti (od 1993.)

## Vanjske poveznice
- (mađ.) Sátorhely Önkormányzatának honlapja
- Šatorišće na fallingrain.com